# Castelo de San Felipe de Lara
O castelo de San Felipe de Lara é uma fortaleza de origem novohispana fundada no século XVII no município de Livingston, na Guatemala.
Encontra-se na embocadura do Lago de Izabal com o rio Dulce. Este castelo exercicia três funções principais, sendo um forte militar, uma prisão e ademais um centro aduaneiro. Além de ditas funções, o castelo conta com múltiplas adegas que serviam como centro de intercâmbio comercial entre Guatemala e Espanha. O principal elemento da construção é a Torre de Bustamante.  Contém dezenove canhões, sendo dezessete de ferro e dois de bronze.

## História
Durante a época da colonização, as embarcações responsáveis pelo comércio entre a América e a Espanha, assim como pelo abastecimento das populações novohispanas, eram alvo de bucaneiros e piratas que atacavam os navios espanhóis que saíam de Rio Dulce, a principal rota de saída da Guatemala.
Portanto, visando resolver essa questão, o rei Felipe II da Espanha ordenou a construção de uma fortaleza que estaria protegida por doze soldados e doze peças de artilharia.  No entanto, piratas da Inglaterra, das Províncias Unidas e de Portugal adentraram no Rio Dulce e destruíram a torre em 1604, que foi reconstruída pelo capitão Pedro de Bustamante e nomeada em sua homenagem.
O atual castelo foi construído em 1651 na desembocadura do Lago de Izabal por ordem do ouvidor da Guatemala, Antonio De Lara y Mogrovejo, que lhe deu seu nome atual, em honra ao rei.
No século XVIII, outros portos centroamericanos se tornaram mais importantes e isso, somado a queda das exportações do anil, fez com que o Golfo Dulce perdesse importância econômica e o castelo fosse abandonado em 1817.
No século XIX, uma colônia belga desenvolveu Santo Tomás de Castilla durante o governo do general Rafael Carreira, que entregou-lhes perpetuamente a concessão do área. No final do século, os governos liberais de finais construíram Puerto Barrios, fazendo com o que o comércio marítimo se instalasse na costa do Mar do Caribe e o castelo perdeu sua importância estratégica, ficando em ruínas.

### História moderna
Em 1955, quando as ruínas eram já eram uma atração turística, o castelo foi reconstruído pelo arquiteto Francisco Ferrús Roig, que pesquisou a fundo os acontecimentos da história da estrutura no Arquivo Geral das Índias, na Espanha, onde localizou planos e documentos relacionados com o castelo.
Devido a sua atratividade turística, o Castelo de San Felipe é gerenciado pelo Instituto Guatemalteco de Turismo.  A estrutura sofreu vários danos pelas visitas constantes de turistas, pelo que o Instituto de Antropologia e História participou num projeto de restauração em 2001. Em 2002 foi inscrito na lista tentativa do Património da Humanidade de UNESCO.

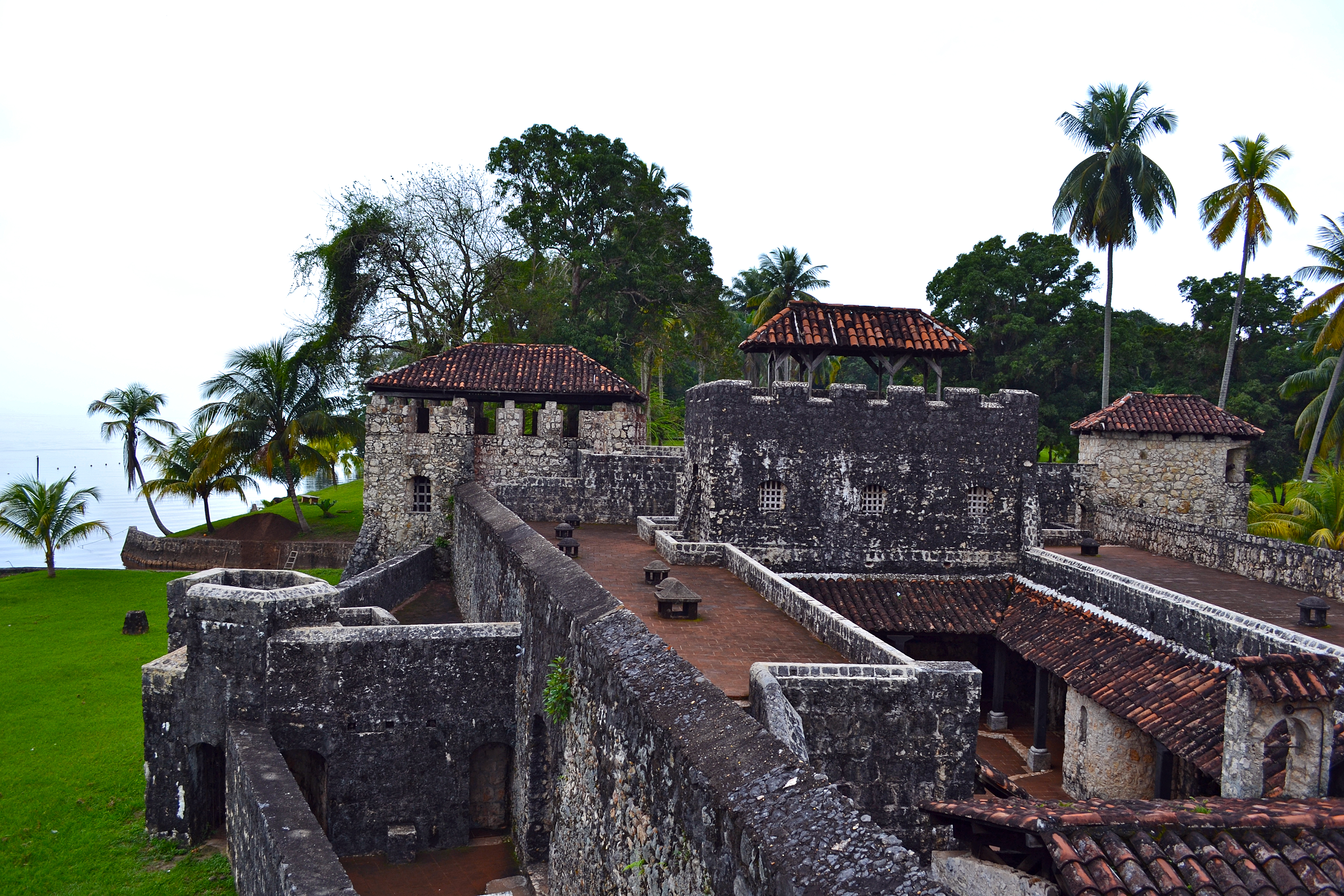
Castelo de San Felipe, Rio Dulce, Guatemala

## Na ficção
- É mencionado como cárcere no final do século siglo XVIII na novela Memórias de um Advogado do escritor guatemalteco José Milha e Vidaurre.[6][7]
- Aparece no filme guatemalteca O Capitão Orellana e a aldeia endemoniada, filmado em 2011.